# Новая Бавария (станция)
Новая Бавария (укр. Нова Баварія) — железнодорожная станция Южной железной дороги, расположена в Харькове в Новобаварском административном районе (исторический район Новая Бавария), является промежуточной 2 класса, в составе Люботинского железнодорожного узла, связывает его с Харьковским и Основянским узлами и поэтому имеет большое значение в обеспечении железнодорожных сообщений. Название получила по расположенному у первой платформы пивзаводу. По станции Новая Бавария поезда дальнего следования не останавливаются. Является остановочным пунктом для пригородных поездов, следующих от станций Харьков-Пассажирский, Харьков-Левада, Харьков-Балашовский и Основа — в Люботинском направлении. В пределах пешей доступности — троллейбусы № 11, 27, автобусы № 75, 209 и маршрутные такси № 238, 303, 220, 237.

## Путевое развитие
Станция имеет 12 приёмо-отправочных путей, из которых два — II и III — главные. Также к станции примыкают несколько подъездных путей. Боковой платформой оборудован путь 1 (боковая), а промежуточными — попарно 1 и ІІ, III и 4, 5 и 6. (промежуточная).

## Сооружения
Вокзал, пост централизации, автомобильный путепровод, пешеходный мост, рига, водокачка, грузовой двор, пункт приёма-отправления поездов.

## Поезда
Участки Новая Бавария — пост Коммунар, Новая Бавария — Шпаковка, Новая Бавария — разъезд 7 км, Новая Бавария — Харьков-Пассажирский обслуживаются исключительно электропоездами ЭР2 депо Люботин. В чётном направлении поезда идут до станций Харьков-Пассажирский, Харьков-Левада, Основа, Харьков-Балашовский в нечётном — до станций Люботин, Люботин-Западный, Огульцы, Полтава Южная, Мерчик, Смородино, Золочев. Для некоторых ночных засылочных электропоездов станция Новая Бавария является конечной.

## История
Станция Новая Бавария возникла в качестве начальной станции, во время строительства линии Харьков — Полтава, частной Харьково-Николаевской железной дороги. Выбор места для станции обусловлен наличием водораздела реки Уды. В скором времени станция была соединена мостом и однопутной веткой огибающей подножие Холодной горы с линией идущей от станции Харьков в то время частной Курско-Харьково-Азовской железной дороги (теперь Южная железная дорога). По этой ветви доставлялись строительные материалы, шпалы, рельсы и подвижной состав. По слухам, в пределах станции Новая Бавария было построено первое оборотное паровозное депо (якобы сохранились остатки паровозного здания). Движение по линии Харьков — Люботин — Полтава (тяговый участок-132 версты) было открыто 15 июня 1871 года.
Возникновение станции Новая Бавария способствовало образованию в её районе городских промышленных предприятий, в частности: канатной фабрики, пивоваренного завода. Название Новая Бавария, связано с пивным заводом, построенным вблизи 1-й платформы, первым хозяином которого являлся немецкий предприниматель — Франц Гершгеймер . В 1886 году, территория станции Харьков была расширена в основании Холодной горы, для пассажирской станции Харьково-Николаевской железной дороги. 
В 1901—1902 годах, была произведена значительная реконструкция станции Харьков-Пассажирский, с образованием дополнительной станции Харьков-Товарный, для обеспечения возросшего грузо- и пассажиропотока. В результате этой реконструкции, станция Новая Бавария была связана ещё одной, однопутной веткой со станцией Харьков-Пассажирский, заканчивающейся двумя тупиками в непосредственной близости от здания вокзала (ныне — Люботинские тупики). Примерно в 1903 году, станция Новая Бавария, была соединена однопутной линией со станцией Харьков-Балашовский, Юго-Восточной железной дороги, по инициативе Харьковского паровозного завода, которому предстояло выполнять заказы военно-морского ведомства, для доставки продукции к Николаевским верфям. Эта ветка была выгодна и Юго-Восточной железной дороге, поскольку обеспечивала сообщение в западных направлениях. С тех пор, заводская обкатка паровозов постройки ХПЗ производилась на участке Харьков-Балашовский — Новая Бавария — Люботин.
В 1907 году, Курско-Харьково-Азовская и Харьково-Николаевская железные дороги объединились в казённую Курско-Харьково-Севастопольскую железную дорогу.
Примерно в 1912 году, за Кузинским мостом, было построено и введено в эксплуатацию новое, более мощное паровозное депо (до 1917 года — грузопассажирское), с прежним названием: «Харьков-Главный», которое явилось оборотным и для паровозов следующих с поездами через станцию Новая Бавария до станций Харьков-Пассажирский и Харьков-Товарный. Об этом свидетельствовали названия деповских путей: «1-й Баварский» и «2-й Баварский». Тогда, предположительно, паровозное депо на станции «Новая Бавария» и было ликвидировано.
В 1927—1933 годах, во время проведения реконструкции Харьковского узла (по проекту академика Образцова), станция Новая Бавария была дополнительно соединена со станциями: Харьков-Сортировочный и внеклассной станцией Основа, в целях обеспечения вывозки (как правило двойной тягой), сформированных на этих станциях грузовых составов — на узловую станцию Люботин. В целях разгрузки грузового направления линии Основа-Готня, через станцию новая Новая Бавария пропускали грузовые поезда следующие из Готни через станцию Подворки на Основу. 
Исторической достопримечательностью станции Новая Бавария являлась ныне разрушенная водонапорная башня. У восточного въезда на станцию, перед путепроводом, по левую сторону расположено производственное здание «Канатной фабрики», являющееся памятником промышленной архитектуры. Вблизи здания вокзала росли вековые дубы.
Маневровая работа на станции Новая Бавария, вплоть до конца 1980-х годов производилась одним паровозом типа 0-5-0 серии Эр приписанным в депо «Харьков-Сортировочный» — главным действующим объектом станции, а потом тепловозом из того же депо. На сегодняшний день, обеспечение условий для показательной маневровой работы парового локомотива, в сочетании с исторической реконструкцией станционных объектов, позволит придать станции Новая Бавария статус городской достопримечательности.